# Pseudosymmachia babai
Pseudosymmachia babai är en skalbaggsart som beskrevs av Kobayashi 1990. Pseudosymmachia babai ingår i släktet Pseudosymmachia och familjen Melolonthidae. Inga underarter finns listade i Catalogue of Life.